# Rudy Pevenage
Rudy Pevenage (Moerbeke, 15 juni 1954) is een voormalig Belgisch wielrenner die na zijn wielerprofcarrière ook verzorger en ploegleider was bij wielerploegen zoals Histor, La William, Bianchi en T-Mobile Team.

## Biografie
Pevenage was beroepswielrenner van 1976 tot 1988. Zijn grootste succes kende hij in de Ronde van Frankrijk van 1980: hij won een etappe en het puntenklassement. Het jaar daarvoor werd hij ook al tweede in het eindklassement van de Ronde van Zwitserland. Zijn bijnaam in het peloton was de rosse van Moerbeke.
De laatste jaren was Pevenage vooral bekend als persoonlijke verzorger en begeleider van de Duitser Jan Ullrich. Toen Ullrich midden 2006 verdacht werd van dopinggebruik in de zaak Operación Puerto en ontslagen werd door zijn werkgever T-Mobile Team, moest Pevenage ook vertrekken. Hij zou gewerkt hebben als tussenpersoon tussen Ullrich en de Spaanse sportarts Eufemiano Fuentes.

## Belangrijkste overwinningen
1977
5e etappe Ronde van Nederland
1980
2e etappe Ronde van Frankrijk
Puntenklassement Ronde van Frankrijk
Omloop van West-Brabant
1981
Druivenkoers Overijse
Ronde van Bern
Omloop van het Houtland
1982
Stadsprijs Geraardsbergen
1985
2e etappe (TTT) Ronde van Italië

## Resultaten in voornaamste wedstrijden
| Jaar | Ronde van Italië | Ronde van Frankrijk | Ronde van Spanje |
| ---- | ---------------- | ------------------- | ---------------- |
| 1977 |                  |                     |                  |
| 1978 | opgave           |                     |                  |
| 1979 |                  | 23e                 |                  |
| 1980 |                  | 42e (1)             |                  |
| 1981 |                  | 75e                 |                  |
| 1982 |                  | 73e                 |                  |
| 1983 | 106e             |                     | opgave           |
| 1984 | 61e              |                     | opgave           |
| 1985 | 58e              |                     |                  |
| 1986 |                  |                     |                  |

| Jaar | Milaan-San Remo | Gent-Wevelgem | Ronde van Vlaanderen | Parijs-Roubaix | Amstel Gold Race | Luik-Bast.‑Luik | Ronde van Lombardije | Parijs-Brussel | Parijs-Tours | Rund um den Henninger-Turm |  | Wereldranglijsten |
| ---- | --------------- | ------------- | -------------------- | -------------- | ---------------- | --------------- | -------------------- | -------------- | ------------ | -------------------------- |  | ----------------- |
| 1977 |                 |               |                      |                |                  |                 |                      | 7e             | 9e           |                            |  |                   |
| 1978 | 26e             | 26e           |                      |                |                  |                 |                      |                |              | Zilver                     |  | 43e (SPP)         |
| 1979 | 95e             |               |                      |                |                  |                 |                      | 14e            | 60e          |                            |  | 33e (SPP)         |
| 1980 | 79e             | 18e           | 25e                  | 24e            |                  |                 |                      |                |              | 6e                         |  |                   |
| 1981 |                 |               |                      |                | 4e               | 7e              |                      | 4e             | 10e          |                            |  |                   |
| 1982 | 37e             |               | ↑                    |                | 26e              |                 |                      | 4e             |              |                            |  |                   |
| 1983 | 122e            |               | 16e                  |                |                  |                 |                      |                |              |                            |  |                   |
| 1984 | 53e             |               |                      |                |                  |                 | 41e                  |                |              |                            |  |                   |
| 1985 |                 |               |                      |                |                  | 33e             |                      | 39e            |              | 12e                        |  |                   |
| 1986 |                 | 25e           |                      |                |                  | 25e             |                      |                | 114e         | 42e                        |  |                   |

Wielerploegen van Rudy Pevenage
David ·
De Bal ·
De Gendt ·
Delcroix ·
Godefroot ·
Govaerts ·
E. Gysemans ·
J. Gysemans ·
Jacobs ·
Laurens ·
Naegels ·
Opdebeeck ·
L. Peeters ·
W. Peeters ·
Pevenage ·
Renier ·
Schepmans ·
Stevens ·
Van Damme ·
Van De Vijver ·
Van der Stappen ·
Van Sweevelt ·
Verbeeck ·
Verstraeten ·
Vögele ·
Wright
De Bal ·
De Gendt ·
Delcroix ·
Didier ·
Godefroot ·
E. Gysemans ·
J. Gysemans ·
Hoste ·
Jacobs ·
Laurens ·
Leman ·
L. Peeters ·
W. Peeters ·
Pevenage ·
Renier ·
Van Damme ·
Van Roosbroeck ·
Van Schil ·
Vanspringel ·
Van Sweevelt ·
Verbeeck ·
Verlinden ·
Verstraeten ·
Wayenberg
De Bal ·
Delcroix ·
Dierickx ·
Godefroot ·
Haritz ·
Hoste ·
Jacobs ·
L. Peeters ·
W. Peeters ·
Pevenage ·
Pronk ·
Renier ·
Thurau ·
Van de Poel ·
Van De Vijver ·
Van De Wiele ·
Van Roosbroeck ·
Van Sweevelt ·
Verlinden ·
Wayenberg · 
Willems ·
De Wolf (stagiair)
Bolten ·
Colman ·
De Bal ·
Delcroix ·
Dierickx ·
Godefroot ·
den Hertog ·
Jacobs ·
Jakst ·
Peeters ·
Pevenage ·
Rottiers ·
Thurau ·
Van de Poel ·
Van De Wiele ·
Van Landeghem ·
Van Roosbroeck ·
Van Sweevelt ·
Verlinden ·
Willems
Appeldoorn ·
Bolten ·
Claes ·
Colman ·
De Geest ·
Delcroix ·
Demeyer ·
Dierickx ·
Jacobs ·
Peeters ·
Pevenage ·
de Rooij ·
Van de Poel ·
Van De Wiele ·
Van Roosbroeck ·
Van Sweevelt ·
Verlinden ·
Verschuere ·
Wayenberg ·
Wijnants ·
Willems · 
Winnen
Bortolotto ·
Ceruti ·
Guerrieri ·
Natale · 
Pevenage ·
Piovani ·
Santimaria ·
Alberto Saronni ·
Antonio Saronni ·
Giuseppe Saronni  ·
Thurau ·
Van Calster ·
Vigouroux ·
Vitali
Bombini ·
Bortolotto ·
Ceruti ·
Cesarini ·
Guerrieri ·
Natale · 
Pevenage ·
Piovani ·
Santimaria ·
Alberto Saronni ·
Antonio Saronni ·
Giuseppe Saronni ·
Van Calster ·
Vitali
Bombini ·
Ceruti ·
Cesarini ·
Giovenzana ·
Giupponi ·
Gölz · 
Hoste ·
Loro ·
Pevenage ·
Piovani ·
Santimaria ·
Alberto Saronni ·
Antonio Saronni ·
Giuseppe Saronni ·
Vitali ·
Wayenberg
Baronchelli ·
Ceruti ·
Cesarini ·
Giovenzana ·
Giupponi ·
Gölz · 
Lang ·
Loro ·
Milani ·
Pevenage ·
Piasecki ·
Piovani ·
Alberto Saronni ·
Antonio Saronni ·
Giuseppe Saronni
Cornelisse ·
Ducrot ·
Emonds ·
Gölz ·
Hanegraaf ·
Jakobs ·
Maassen ·
Nijdam ·
van Passel ·
Peeters ·
Pevenage ·
Poels ·
van Poppel ·
Priem · 
Roosen ·
Solleveld ·
E. Van Hooydonck · 
G. Van Hooydonck ·

Verhoeven ·
Vlassaks ·
Wijnands ·
Zoetemelk
Cornelisse ·
Ducrot ·
Emonds ·
Gölz ·
Hanegraaf (tot 30/06) ·
Heylen ·
Jagt ·
Jakobs ·
Maassen ·
Nijdam ·
van Passel ·
Peeters ·
Pevenage ·
Poels ·
van Poppel ·
Solleveld ·
E. Van Hooydonck · 
G. Van Hooydonck ·
Verhoeven ·

Vlassaks ·
Wijnands